# Typosyllis heterocirra
Typosyllis heterocirra är en ringmaskart som beskrevs av Hartmann-Schröder 1960. Typosyllis heterocirra ingår i släktet Typosyllis och familjen Syllidae. Inga underarter finns listade i Catalogue of Life.